# José Durana

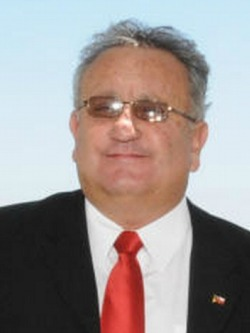
José Durana, 2017

José Miguel Alberto Durana Semir (* 27. Juni 1960 in Arica) ist ein chilenischer Politiker der Unión Demócrata Independiente (UDI). Er war von 2010 bis 2011 Gouverneur der Provinz Arica und anschließend bis 2014 Intendant der Región de Arica y Parinacota. Seit 2018 vertritt er die Region im Senat von Chile.

## Familie, Ausbildung und Berufsleben
Durana wurde als Sohn von José Durana Silva und dessen Ehefrau Sara Elia Semir Villalobos geboren. Er ist mit der Lehrerin Cibeles Mc-Conell verheiratet und hat drei Kinder.
Seine Schulzeit verbrachte Durana auf dem Colegio San Marcos in Arica, das er 1978 abschloss. Danach nahm er ein Wirtschaftsstudium an der Universidad de Tarapacá auf, das er 1986 beendete. Er war anschließend als Wirtschaftsprüfer tätig.

## Politische Laufbahn
Nach Beendigung des Studiums war er während der Militärdiktatur unter Augusto Pinochet als Regionalsekretär im Secretariá Nacional de la Juventud tätig, einer Behörde, die sich um die Belange Jugendlicher kümmerte. Sie wurde 1991 aufgelöst.
Nach der Transition war Durana zwischen 1991 und 2006 Vorsitzender der UDI in seiner Heimatstadt, ab 2008 stand er der Sektion der Región Arica y Parinacota für zwei Jahre vor. Zwischen 2001 und 2010 arbeitete er als Büroleiter des Senators Jaime Orpis, der die benachbarte Región de Tarapacá bis 2018 im Senat vertrat. 
2004 begann Duranas politische Karriere auf kommunaler Ebene, als er sich erfolgreich in den Stadtrat von Arica wählen ließ, 2008 wurde er wiedergewählt. 2010 legte er sein Amt als Stadtrat nieder, da Präsident Sebastián Piñera ihn zum Gouverneur der Provinz Arica ernannt hatte. Als im Folgejahr der Intendant der Region, Rodolfo Barbosa, von seinem Posten zurücktrat, rückte Durana in dieses Amt auf. Diese Position füllte er bis zum 11. März 2014 aus. 2016 strebte er das Amt des Bürgermeisters von Arica an. In den Vorwahlen des Mitte-Rechtsbündnisses Chile Vamos, dem seine Partei angehörte, konnte er sich zwar durchsetzen. Bei den Bürgermeisterwahlen erreichte er mit 21,33 Prozent der Stimmen jedoch nur den dritten Platz. 
Bei der Parlamentswahl 2017 kandidierte er für den chilenischen Senat. Er wurde neben José Miguel Insulza von der Partido Socialista de Chile für seine Region in den Senat gewählt. Seine Amtszeit begann im März 2018 und dauert bis 2026.